# رباط رياضي

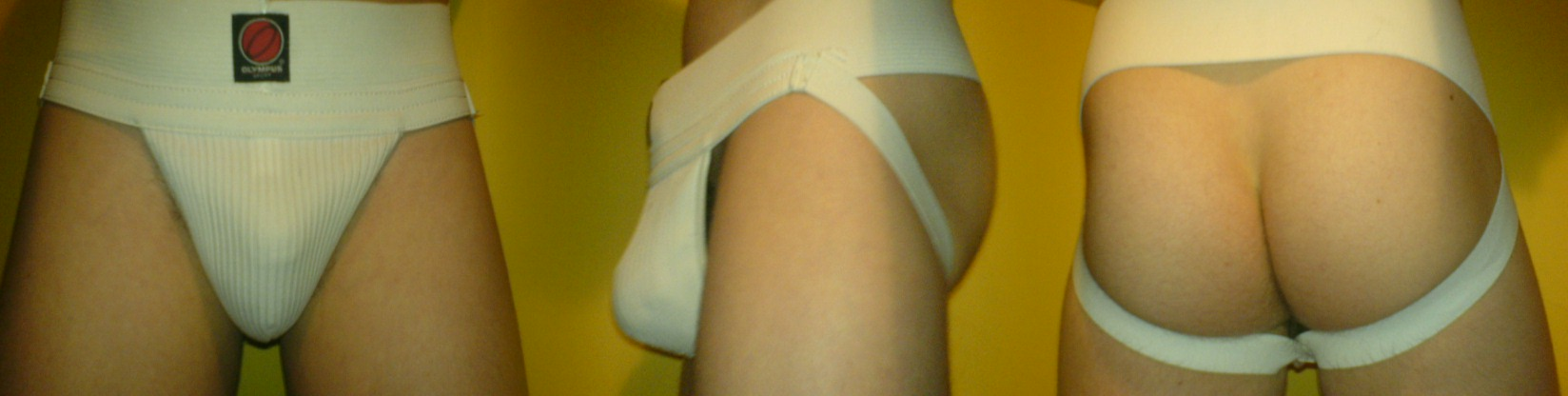
منظر خلفي وجانبي وأمامي لرجل مرتدياً رباطاً رياضياً.

الرباط الرياضيّ هو لباس داخلي يلبس لحماية الخصيتين والقضيب (للذكور والرجال)، والأعضاء التناسلية الأنثوية (للفتيات والنساء) أثناء ممارسة الرياضات التي تتطلب الاحتكاك الجسدي أو أي نشاط بدني قوي آخر.

## طالع المزيد
- سعفة ساقية